# IC 637
IC 637 ist eine Spiralgalaxie mit aktivem Galaxienkern vom Hubble-Typ Sa? pec im Sternbild Löwe auf der Ekliptik. Sie ist schätzungsweise 653 Millionen Lichtjahre von der Milchstraße entfernt und hat einen Durchmesser von etwa 170.000 Lichtjahren.
Im selben Himmelsareal befinden sich u. a. die Galaxien NGC 3346, IC 635, IC 638.
Das Objekt wurde am 15. Januar 1894 vom französischen Astronomen Stéphane Javelle entdeckt.